# デイムラー・DS420
デイムラー・DS420（Daimler DS420 ）は、イギリスの高級車メーカー、デイムラーが1968年から1992年まで製造していた4ドアリムジンである。

## 概要
1968年に、デイムラー・DR450（マジェスティック･メイジャー）などの大型リムジンの後継車種として登場し、以後、デイムラーブランドのトップレンジを担う車種として長く生産された。
当時すでにデイムラー各車は親会社であるジャガーのバッジエンジニアリング化が進められており、DS420もジャガー・マークX（テン）のプラットフォームを採用している。しかしボディはデイムラー専用で、コーチワークはバンデン・プラが手がけている。4ドアセダンのリムジン専用車として生産されたが、外部コーチビルダーなどにより霊柩車、ランドーレットといったバリエーションも造られている。
搭載されたエンジンは、当時のリムジンとしては珍しいDOHCヘッドを持つジャガー・直列6気筒XKエンジンであった。このエンジンは1948年以来長らく生産され、ジャガーで多くのスポーツカーや高級セダンに搭載され充分な実績があり、トルク特性で有利なロングストローク型であったゆえ流用されたものである。DS420搭載のパワーユニットは最高出力245馬力を発生、重量級のボディを最高速度176km/hに到達させる高性能を発揮した。この性能は、4.6リッターV型8気筒の強トルクにより最高183km/hを誇った先代最高級デイムラーのDR450には若干及ばない。だが商用車共用の4リッター直列6気筒で最高速度138km/hが精々であったオースチン・A135プリンセスに比べれば格段の向上であり、デイムラーというよりはBLMC全体の市販リムジンの地位を、前時代的なA135プリンセスから継承するのが実質目的の本車の性格からすれば充分なものであった。変速機は一貫して3速ATで、前期はボルグワーナー製、後期はゼネラルモーターズ製のGM400を搭載した。
1979年まではプレスト・スチール・カンパニー製のボディパネルを元に、バンデン・プラがコーチワークを実施していたが、バンデン・プラの操業停止に伴い、以後はジャガーのブラウンズ・レーン工場で職人によるほぼ「手作り」の工程で少数生産され続けた。しかし1989年にジャガーがアメリカ・フォードの傘下に入り、採算性の低さや設計の古さが目立ってきたことと、工場での製造ラインを他車種に譲る必要が出たため、1992年をもって生産が終了した。総生産台数は4,141台であった。

## 特徴

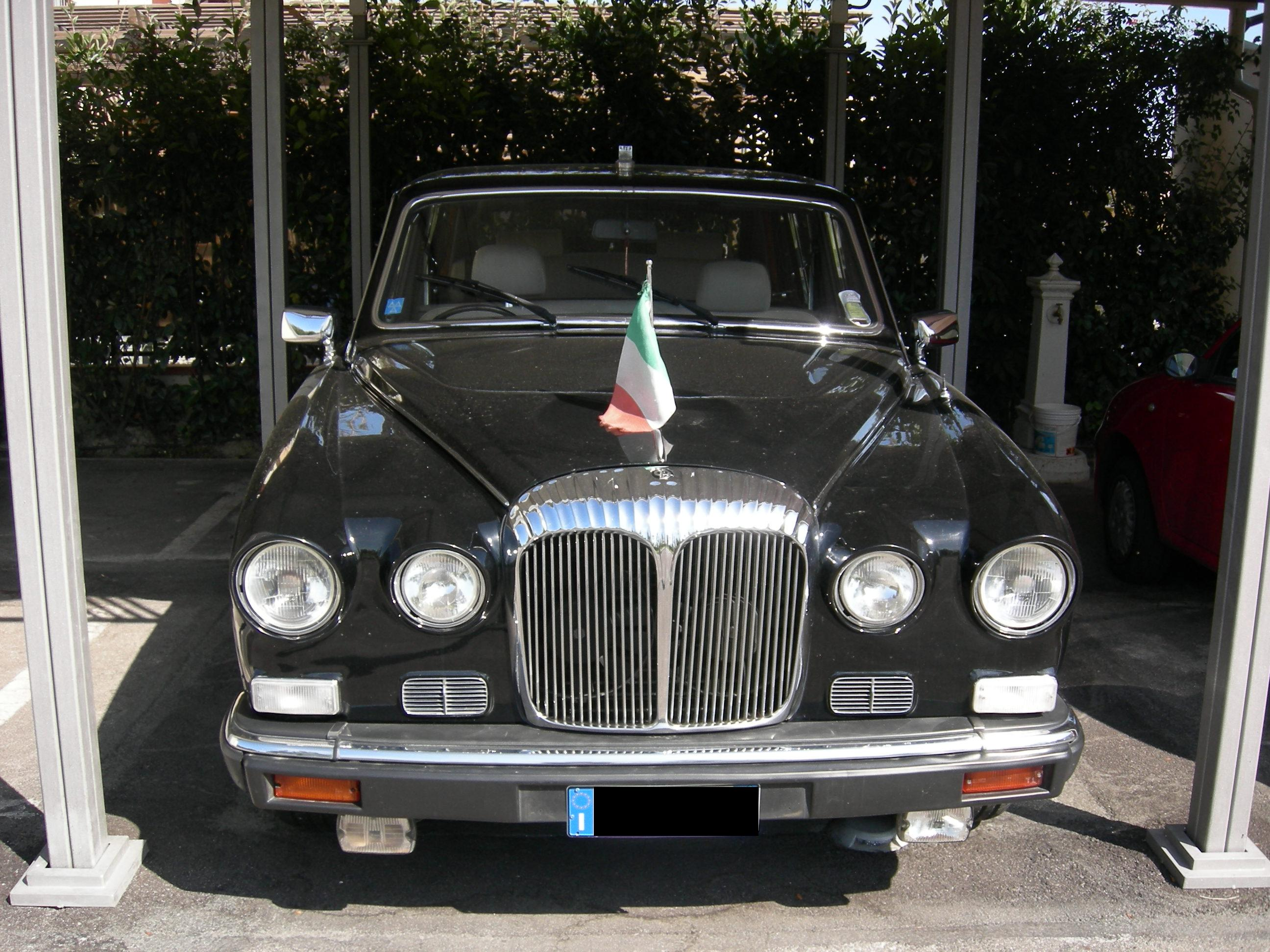
後期型

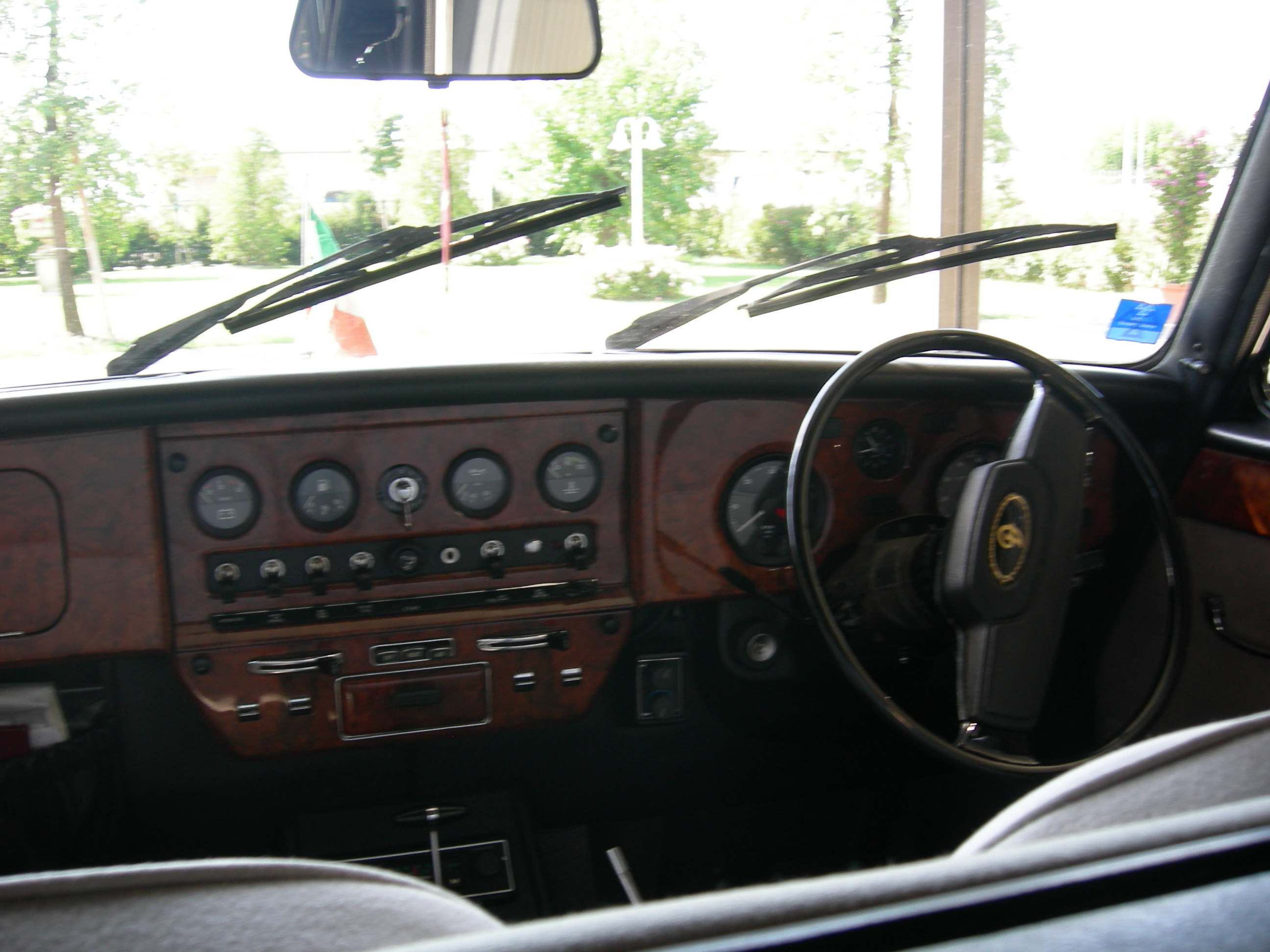
ダッシュボード

この車はイギリス国内の王室・貴族をはじめとする上流階級または政府・企業向けなどを主に想定し、運転手（ショーファー）が付き、オーナーは後席に乗る車として企画されている。
イギリス製高級リムジンの典型となる車種であり、イギリス連邦関連市場に最適化された極めてドメスティックな存在である。
装備品、そして内装トリムの色や種類は多く、それらはオーナーの好みや目的により多岐に渡る選択と組み合わせが可能だった。また、シートの素材も、本革・布・そして営業用送迎車を想定したビニールが選択できた。それらに対しボディカラーの選択肢は狭く、標準色は2色のみ（黒とグレー）。オプション色を入れても6色に過ぎず、それ以外はすべて特別注文となる。
22年に及ぶ製造期間のうち、改良は多岐に渡るが、外観の変更は少なく、バンパーや前部ランプ類などに目立つ違いが見られる程度である。

## 競合車種
当時の直接的な競合車種は、同じイギリスのロールス・ロイス・ファントムVIや、ドイツのメルセデス・ベンツ・W100、アメリカのキャデラック・フリートウッド・リムジンなどである。
DS420は、イギリス製高級車としての伝統的な意匠を重んじながらも折衷的なモダナイズを図ったデザインを持ち、極めて重厚であった。その重厚さからソ連の超大型機にちなみ「マクシム・ゴーリキー」とあだ名された。なお、量産車種であるジャガーの部品を巧みに取り入れてコストを下げていたこともあり、イギリス国内においてはロールス・ロイス・ファントムの4分の1程度の価格で販売されていた。
しかし走行性能や居住性の水準は高く、デイムラーの伝統によってイギリス王室の御料車にも用いられ、その格式は非常に高かった。高級リムジンとして、上記の競合車種に比肩する存在として取り扱われた。

## 主な顧客

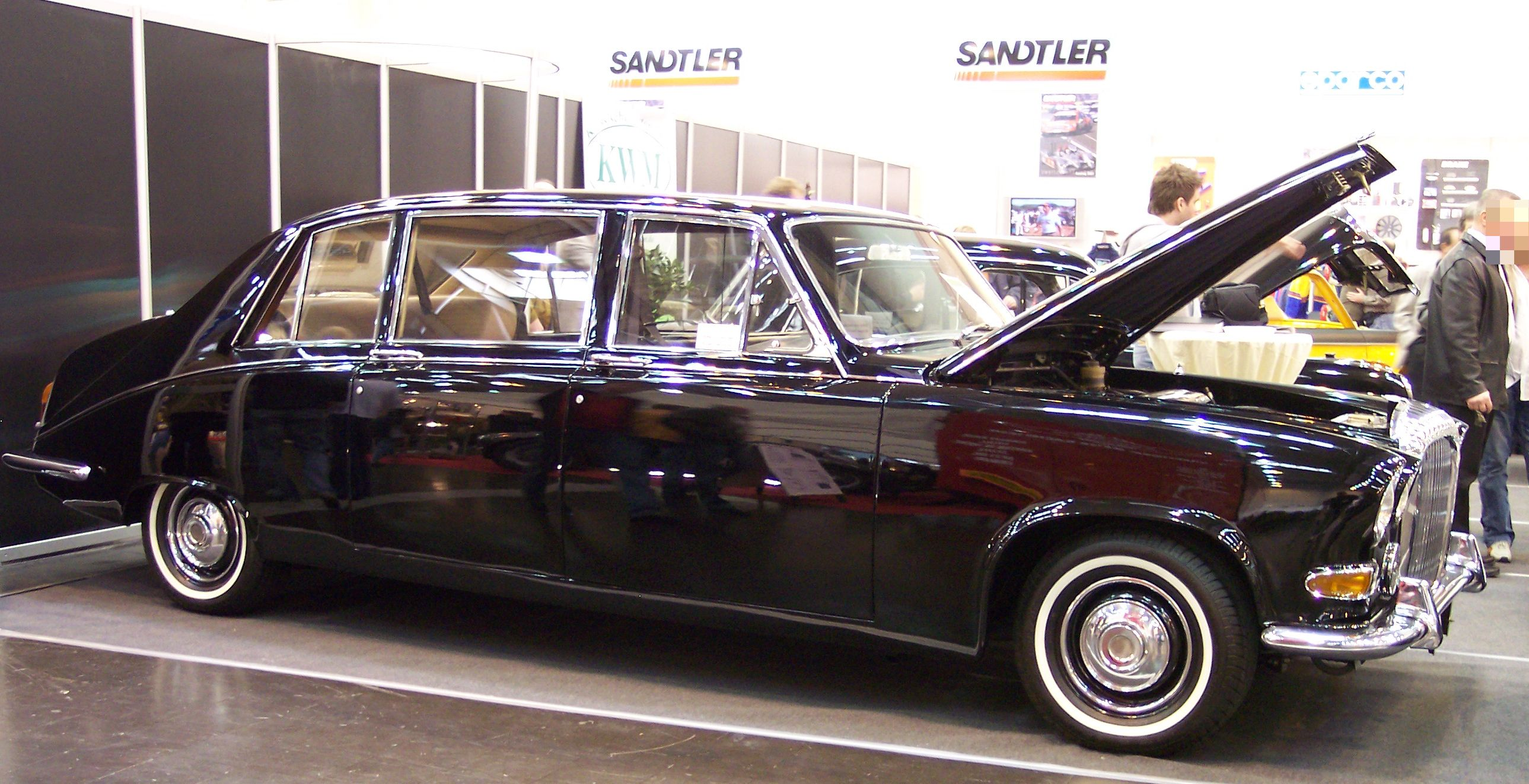
輸出仕様車

### イギリス王室
イギリス王室御用達のリムジンとして多用された。女王エリザベス2世の御料車として使用された他、エリザベス王太后御料車としても長く使用された。
これらの御料車は、馬車時代から続く高級車の格式に則り、前席は革張り・後部座席は布のシートが奢られた他、王族が乗車していることを示す青いライトが屋根に付けられていた。なお2002年3月のエリザベス王太后崩御の際には、DS420の1台が寝台車（霊柩車）に改造され葬儀に使用された。

### その他
イギリス国内の閣僚や政府関係者、海外領土の総督、イギリス連邦諸国の高等弁務官の専用車としても多く使用された。
企業向け法人車（カンパニーカー）としても需要があり、助手席や後部座席の前部にワードプロセッサやプリンター、コンピュータ、電話、テレビなどを所狭しと設置した、移動オフィスとして設計されたモデルも用意された。

### 輸出
イギリス国内向けの需要を最優先した車種であるが、輸出も行われていた。国家元首および王室の公用車としては、デンマーク、モナコやルクセンブルクなどで採用実績がある。
日本では、1988年に日本銀行総裁の専用車として導入された。この車両も前席は革張り・後部座席は布という組み合わせを選択していた。
アメリカでは、大富豪が自家用リムジンとして購入するケースがあった。ハワード・ヒューズが1971年に購入したDS420は、後部座席のシート下にトイレを設置した特注車であった。
世界各国の高級ホテルでは、DS420を送迎用リムジンとして購入・使用しているケースがある。